# Anna Murray Vail
Anna Murray Vail (7 janvier 1863 - 18 décembre 1955) est une botaniste américaine et la première bibliothécaire du Jardin botanique de New York. Elle est l'élève du botaniste et géologue Nathaniel Lord Britton, de l'université Columbia, avec qui elle contribue à la fondation du Jardin botanique de New York.

## Enfance et formation
Anna Vail naît dans l'est de New York, premier enfant de David Olyphant Anna Vail et de Cornelia Georgina (Nina) Van Rensselear. Du côté maternel, elle descend de deux des familles néerlandaises les plus élitistes de New York, les Van Rensselear et les Van Cortlandt. Son arrière-arrière-grand-père est le général Robert Van Rensselaer, qui combattit à Ticonderoga pendant la Révolution américaine sous les ordres du beau-frère de sa mère, le général Philip Schuyler.
Son père, David Olyphant Anna Vail, est le fils de Benjamin C. et d'Eliza Ann (née Archer) Anna Vail.
David O. Anna Vail figure en tant que « marsand » sur un manifeste de navire de 1862 et dans l'histoire de la famille Van Rensselaer, il est décrit comme « … partenaire résident de la maison Olyphant & Company à Shanghai, en Chine ». Son deuxième prénom, Olyphant, et le fait qu'il travaille pour Olyphant & Company reflètent son lien avec cette famille du côté de sa mère. Olyphant and Company, fondée en 1827 par David WC Olyphant et Charles N. Talbot, est l'un des pionniers de l'ancien commerce de la Chine.

## Carrière
Elle fait ses premières études en Europe, mais en 1895, elle est de retour aux États-Unis et travaille à l'université Columbia avec Nathaniel Lord Britton, qui, avec sa femme Elizabeth Gertrude Britton, sont les fondateurs du Jardin botanique de New York. En janvier 1900, elle devient la première bibliothécaire de la bibliothèque de l'institution nouvellement fondée dans le Bronx, poste qu'elle occupe jusqu'en septembre 1907. Pendant son séjour à New York, elle est l'autrice de plus d'une douzaine d'articles scientifiques. Ses notes, conservées dans la collection Archives et Manuscrits du Jardin botanique de New York, comprennent des croquis de certaines des plantes qu'elle étudiait.
En 1898, le botaniste Henry Hurd Rusby publie Vailia, qui est un genre monotypique de plantes à fleurs appartenant à la famille des apocynaceae et nommé en l'honneur d'Anna Murray Vail.
En 1903, Anna Vail se rend à Paris, en France, pour une vente aux enchères de la littérature botanique de feu le professeur Claude Thomas Alexis Jordan. Elle obtient plus de 400 articles, dont dix volumes de Flora graeca de John Sibthorp. Anna Vail écrit sur de nombreux sujets botaniques ; par exemple, l'ouvrage qu'elle a coécrit en 1898 (avec Elizabeth Gertrude Britton, entre autres), détaille les "Mousses nouvelles ou rares", comme anacamptodon splachnoides.
Un compte rendu dans les archives du Jardin botanique de New York présente la démission d'Anna Vail de la bibliothèque du Jardin comme résultant de son indignation d'avoir été accusée de fumer des cigarettes dans la bibliothèque. Cependant, ce récit est contesté par une lettre dans les dossiers de Nathaniel Lord Britton datée du 28 septembre 1907, qui mentionne que son départ est dû à une séparation prolongée avec sa mère, qui vivait en France. Cette lettre n'indique aucune mauvaise volonté.

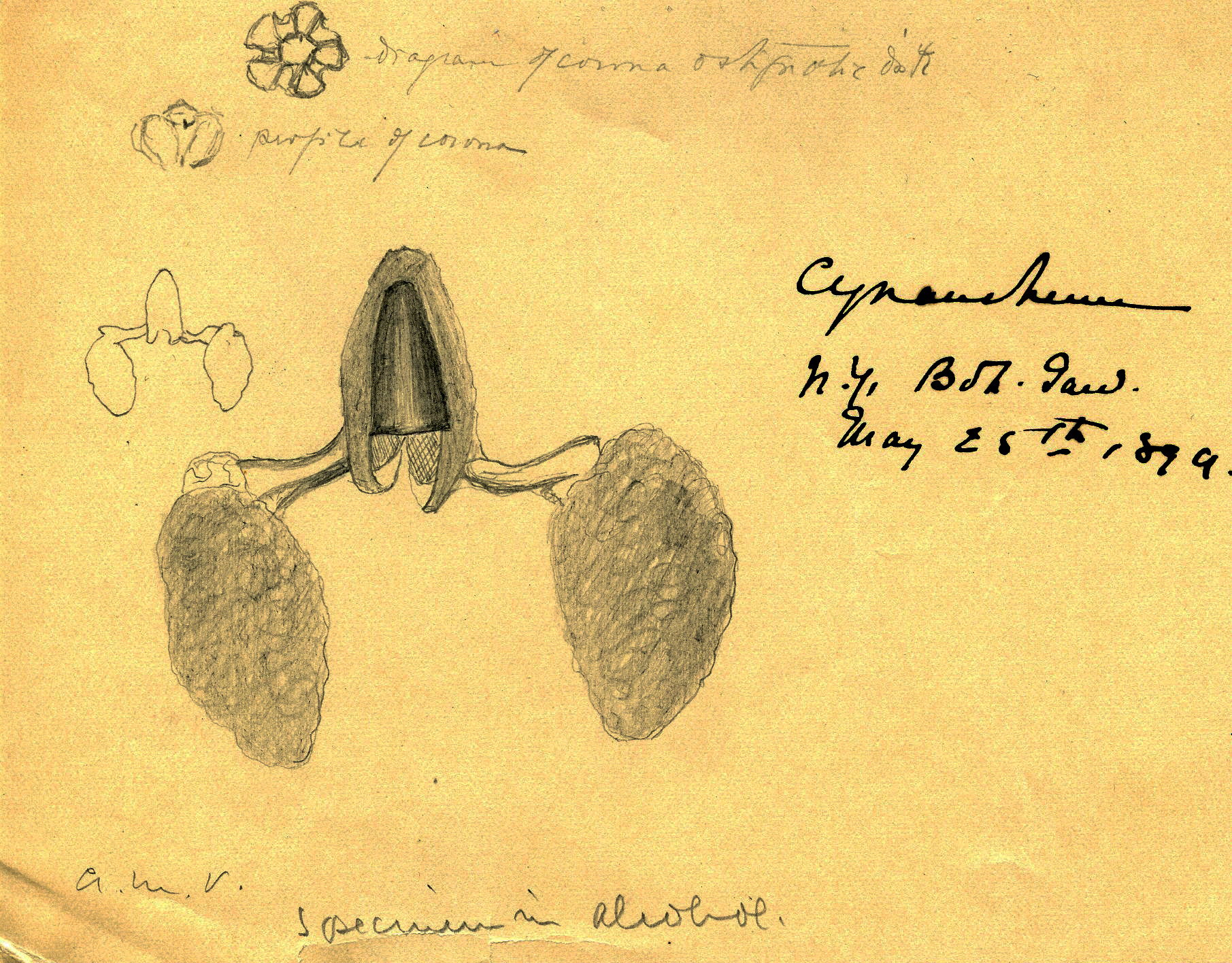
Croquis à la plume et à l'encre de Cynanchum sp par Anna Murray Vail. Cette esquisse est réalisée par Vail en 1899 alors qu'elle est bibliothécaire au Jardin botanique de New York.

En 1911, elle s'installe en France. Pendant la Première Guerre mondiale, elle s'engage dans le Fonds américain pour les blessés français, dont elle finit par devenir la trésorière. Une lettre adressée à la directrice de l'organisation basée aux États-Unis, Schuyler Van Rensselaer, est publiée dans le New York Times.

## Les dernières années de sa vie
Pendant son séjour en France, elle acquiert une maison à Héricy. C'est là qu'elle passe les dernières années de sa vie, poursuivant son travail de bibliothécaire jusqu'à ce que la cécité l'oblige à s'arrêter. Elle décède au Vieux Logis le 18 décembre 1955 et est enterrée dans le cimetière municipal d'Héricy.

## Taxonomie
Vail est l’abréviation botanique standard de Anna Murray Vail.
Consulter la liste des abréviations d'auteur en botanique ou la liste des plantes assignées à cet auteur par l'IPNI, la liste des champignons assignés par MycoBank, la liste des algues assignées par l'AlgaeBase et la liste des fossiles assignés à cet auteur par l'IFPNI.